# 太平桥公园
31°13′18″N 121°28′24″E / 31.22155°N 121.47344°E

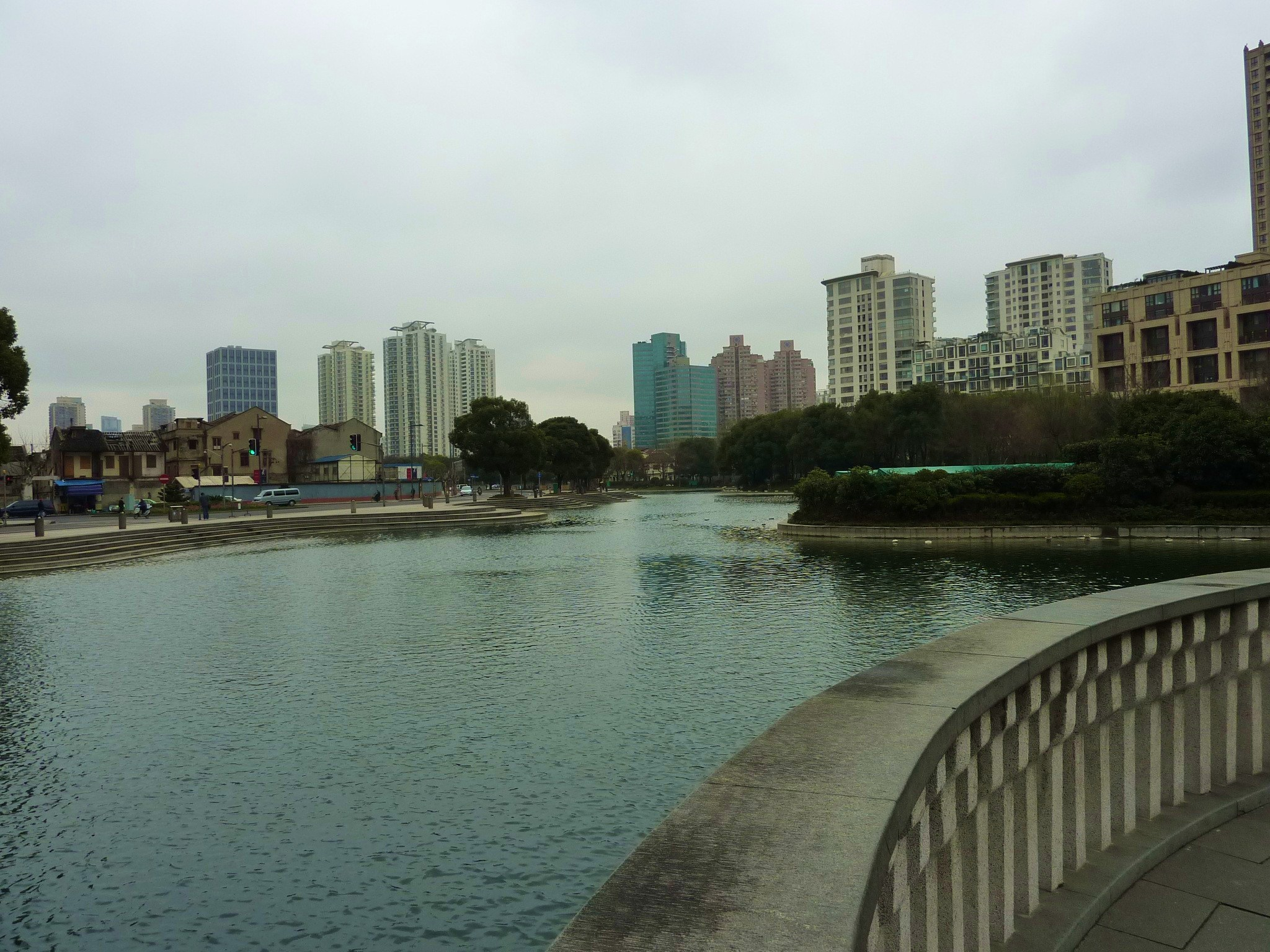
太平桥公园太平湖

太平桥公园是中華人民共和國上海市黃浦區的一個公園，內有太平湖、綠地、石庫門樓、觀景台、湖濱路，面積為44054平方米。原先此地為住宅區，2001年6月9日，太平橋公園正式開放。開放數天後，中共中央總書記江澤民、政治局委員钱其琛以及中央軍委副主席遲浩田來此視察。
2021年6月3日，位于该公园西侧、与中国共产党第一次全国代表大会会址隔黄陂南路相望的中国共产党第一次全国代表大会纪念馆建成开馆，太平桥公园部分绿地和湖面在纪念馆建设过程中曾被占用。